# Portret Doriana Greja (film 1968)
Portret Doriana Greja (Портрет Дориана Грея) è un film del 1968 diretto da Viktor Semёnovič Turbin.